# Blades de Boston

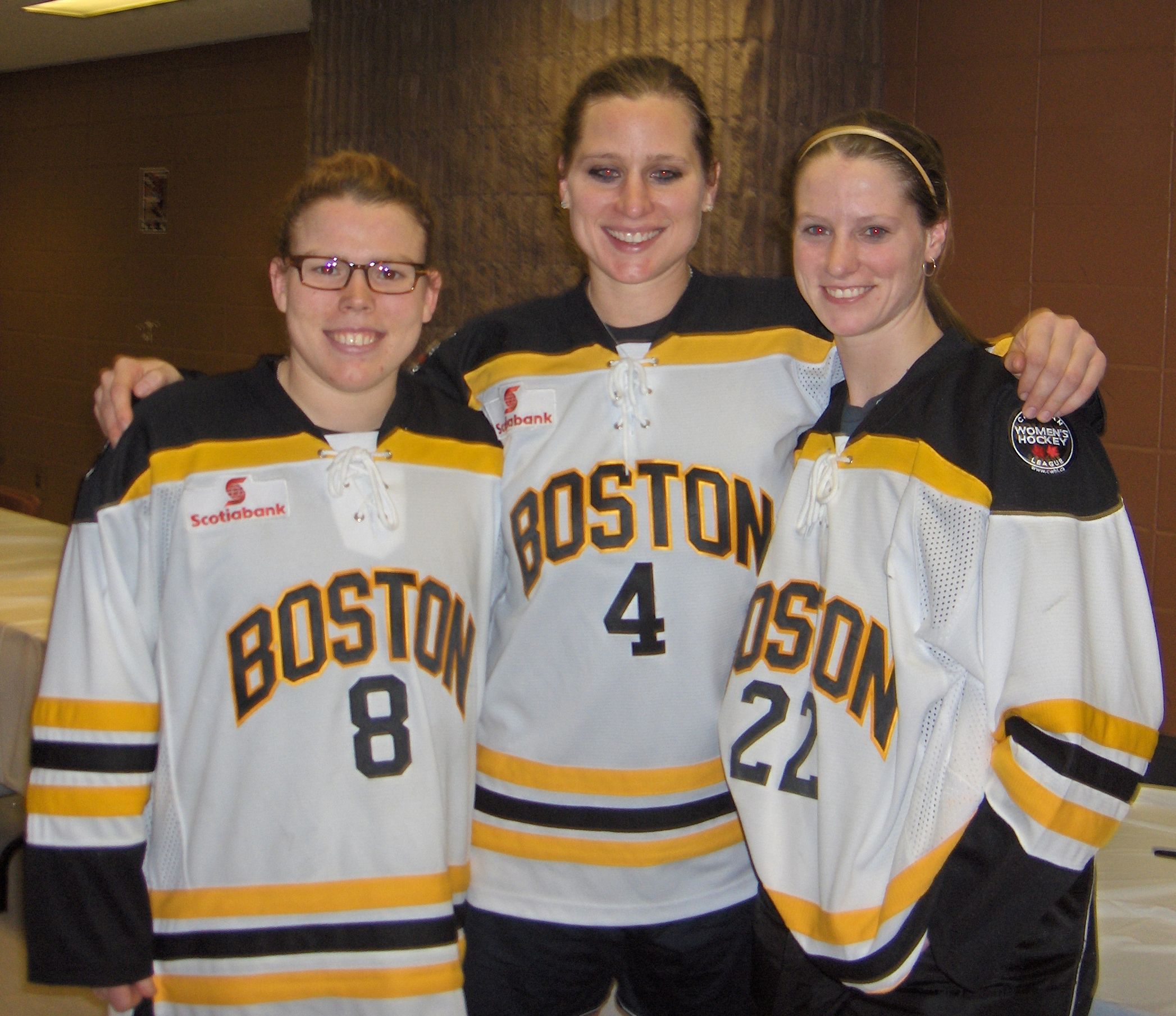
Trois défenseures sélectionnées par les Blades de Boston : no 8 Caitlin Cahow, no 4 Angela Ruggiero et no 22 Kacey Bellamy.

Les Blades de Boston sont une équipe féminine professionnelle de hockey sur glace de Boston, au Massachusetts, en activité de 2010 à 2018, date à laquelle la franchise déménage à Worcester. L'équipe joue ses matchs à domicile au Lawrence Larsen Rink situé à Winthrop et elle a remporté la coupe Clarkson deux fois, en 2013 et 2015, en remportant les séries éliminatoires de Ligue canadienne de hockey féminin.

## Histoire
Le 12 août 2010, la Ligue canadienne de hockey féminin (LCHF) annonce que la ville de Boston accueille une équipe d'expansion pour la saison 2010-2011, créant ainsi la première équipe américaine dans la LCHF.
Le 14 septembre 2010, l'ancienne gardienne de but Erin Whitten-Hamlen est nommée en tant que première entraîneuse de l'équipe. Le 27 septembre, Mariel Lacina est nommée entraîneuses adjointes. Auparavant, elle était gardienne de but pour le Dartmouth Big Green dans le NCAA. Un repêchage d'expansion se déroule durant le mois d’août afin de constituer l'équipe. Parmi les sélectionnées, la joueuse reconnue Angela Ruggiero, quatre fois championne olympique et une des stars montantes de l'histoire du hockey féminin.
La saison inaugurale des Blades comprend 16 matchs à domicile et 10 matchs joués à l'extérieur. Le premier match de l'équipe a lieu le 30 octobre avec une victoire de 3-0 sur les Barracudas de Burlington. Les Blades connaissent un bon début avec 7 victoires en 12 matchs. Mais le mois de janvier coule l'équipe avec 7 défaites consécutives. Février 2011 est aussi difficile avec seulement 2 victoires en 6 matchs. Boston parvient de justesse à se qualifier pour les séries de fin de saison, ex æquo avec Toronto au classement final. Lors des séries éliminatoires de la LCHF, les Blades sont éliminées en deux matchs par Toronto et ne peuvent participer au tournoi de Championnat de la Coupe Clarkson.
Lors de la saison 2012-2013, les Blades de Boston deviennent la seconde équipe basée aux États-Unis a remporté la Coupe Clarkson, équivalent de la Coupe Stanley pour le hockey masculin. Pour cela, les Blades terminent première de la saison régulière et battent leur rival les Stars de Montréal en série éliminatoire. Hilary Knight est nommée Most Valuable Player du tournoi, Geneviève Lacasse, meilleure gardienne de but et Digit Murphy, entraineuse de l'année.
Lors du deuxième match de la saison 2013-2014, Jessica Koizumi devient la première joueuse à enregistrer 50 points avec la franchise des Blades de Boston.
Lors de la saison suivante, 2014-2015, les Blades finissent la saison régulière avec le meilleur score de l'histoire de la ligue. C'est aussi la première fois que la LCHF organise un match des étoiles et Digit Murphy y entraîne l'équipe gagnante. Le 7 mars 2015, les Blades affrontent à nouveau les Stars de Montréal dans une bataille pour la coupe Clarkson. Les deux équipes égalisent tour à tour en premier et deuxième période. Hilary Knight et Brianna Decker sont les deux buteuses pour Boston. Le temps réglementaire se termine sur un score de 2-2, nécessitant une prolongation. Sans perdre de temps, Janine Weber marque le but décisif sur une passe de sa colocataire d'université Corinne Buie, avec 2 min 12 s de temps supplémentaire, permettant ainsi aux Blades de Boston de gagner leur seconde coupe.
Depuis cette deuxième coupe, les Blades ont dû faire face à de multiples difficultés et n'ont plus réussi à se qualifier en série éliminatoire. En 2015, à la suite de la création de la Ligue nationale féminine de hockey qui est la première ligue payant ses joueuses, l'équipe subi le départ d'un nombre important de ses joueuses vedettes, notamment vers l'équipe des Pride de Boston situé sur le même territoire. Elle a également du mal à stabiliser le poste d'entraineur-chef, avec de nombreux changements, et rencontre la même problématique pour le poste de directeur général.
En août 2018, le déménagement de la franchise est annoncée vers Worcester où l'équipe des Blades de Worcester participe à la saison 2018-2019 de la LCHF, en conservant une grande partie du staff d'entraineurs et le directeur général Derek Alfama.

## Bilan par saisons
| Saison    | PJ | V  | VP | D | BP  | BC  | Pts | Classement | Séries éliminatoires                   |
| --------- | -- | -- | -- | - | --- | --- | --- | ---------- | -------------------------------------- |
| 2010-2011 | 26 | 10 | 15 | 1 | 76  | 106 | 21  | 3e place   | Non qualifié                           |
| 2011-2012 | 27 | 20 | 7  | 0 | 107 | 61  | 46  | 2e place   | Perd au premier tour                   |
| 2012-2013 | 24 | 19 | 5  | 0 | 72  | 39  | 39  | 1er place  | Termine 1er Remporte la Coupe Clarkson |
| 2013-2014 | 24 | 13 | 11 | 0 | 77  | 71  | 26  | 2e place   | Perd en final                          |
| 2014-2015 | 24 | 17 | 7  | 0 | 94  | 43  | 35  | 1er place  | Termine 1er Remporte la Coupe Clarkson |
| 2015-2016 | 24 | 1  | 23 | 0 | 18  | 122 | 2   | 5e place   | Non qualifié                           |
| 2016-2017 | 24 | 2  | 21 | 1 | 32  | 137 | 6   | 5e place   | Non qualifié                           |
| 2017-2018 | 28 | 1  | 24 | 0 | 41  | 120 | 5   | 7e place   | Non qualifié                           |

## Personnalités

### Joueuses

#### Dernier effectif
| No    | Nom                | Nat. | Position       | Arrivée |
| ----- | ------------------ | ---- | -------------- | ------- |
| +003, | Courtney Turner    |      | Attaquante     |         |
| +004, | Elizabeth Aveson   |      | Attaquante     |         |
| +005, | Michelle Ng        |      | Attaquante     |         |
| +006, | Erin Kickham       |      | Attaquante     |         |
| +007, | Dru Burns          |      | Défenseuse     |         |
| +008, | Sato Kikuchi       |      | Défenseuse     |         |
| +009, | Cassandra Sherman  |      | Attaquante     |         |
| +010, | Erin Hall          |      | Défenseuse     |         |
| +012, | Casey Stathopoulos |      | Attaquante     |         |
| +015, | Megan Myers        |      | Attaquante     |         |
| +016, | Kaitlin Spurling   |      | Attaquante     |         |
| +017, | Meghan Grieves     |      | Attaquante     |         |
| +018, | Taryn Harris       |      | Défenseuse     |         |
| +019, | Taylor Wasylk      |      | Attaquante     |         |
| +020, | Meaghan Spurling   |      | Défenseuse     |         |
| +021, | Jetta Rackleff     |      | Gardien de but |         |
| +022, | Chelsey Goldberg   |      | Attaquante     |         |
| +023, | Melissa Bizzari    |      | Attaquante     |         |
| +024, | Kristina Brown     |      | Défenseuse     |         |
| +027, | Nicole Giannino    |      | Attaquante     |         |
| +028, | Kate Leary         |      | Attaquante     |         |
| +035, | Lauren Dahm        |      | Gardien de but |         |
| +071, | Kelly Kittredge    |      | Défenseuse     |         |
| +091, | Jordan Hampton     |      | Défenseuse     |         |
| +092, | Amanda Carridi     |      | Gardien de but |         |

#### Capitaines
- 2010 - 2012 :
- 2012 - 2013 : Caitlin Cahow
- 2013 - 2014 : Lindsay Berman
- 2015 - 2016 : Tara Watchorn
- 2016 - 2017 :
- 2017 - 2018 : Melissa Bizzari et Megan Myers

#### Joueuses notables
- Caitlin Cahow
- Molly Engstrom
- Erika Lawler
- Kelli Stack
- Kelley Steadman
- Karen Thatcher
- Kacey Bellamy
- Meghan Duggan
- Hilary Knight
- Gigi Marvin
- Molly Schaus
- Anne Schleper
- Kaleigh Fratkin
- Jaclyn Hawkins
- Geneviève Lacasse

#### Choix de premier tour
Ce tableau permet de présenter le premier choix de l'équipe lors du repêchage d'entrée de la LCHF qui a lieu chaque année depuis 2010. Pour la saison 2010-2011, l'équipe a été créée sur la base d'un repêchage d'expansion exceptionnel organisé au mois d'août, permettant de sélectionner des joueuses universitaires notamment.

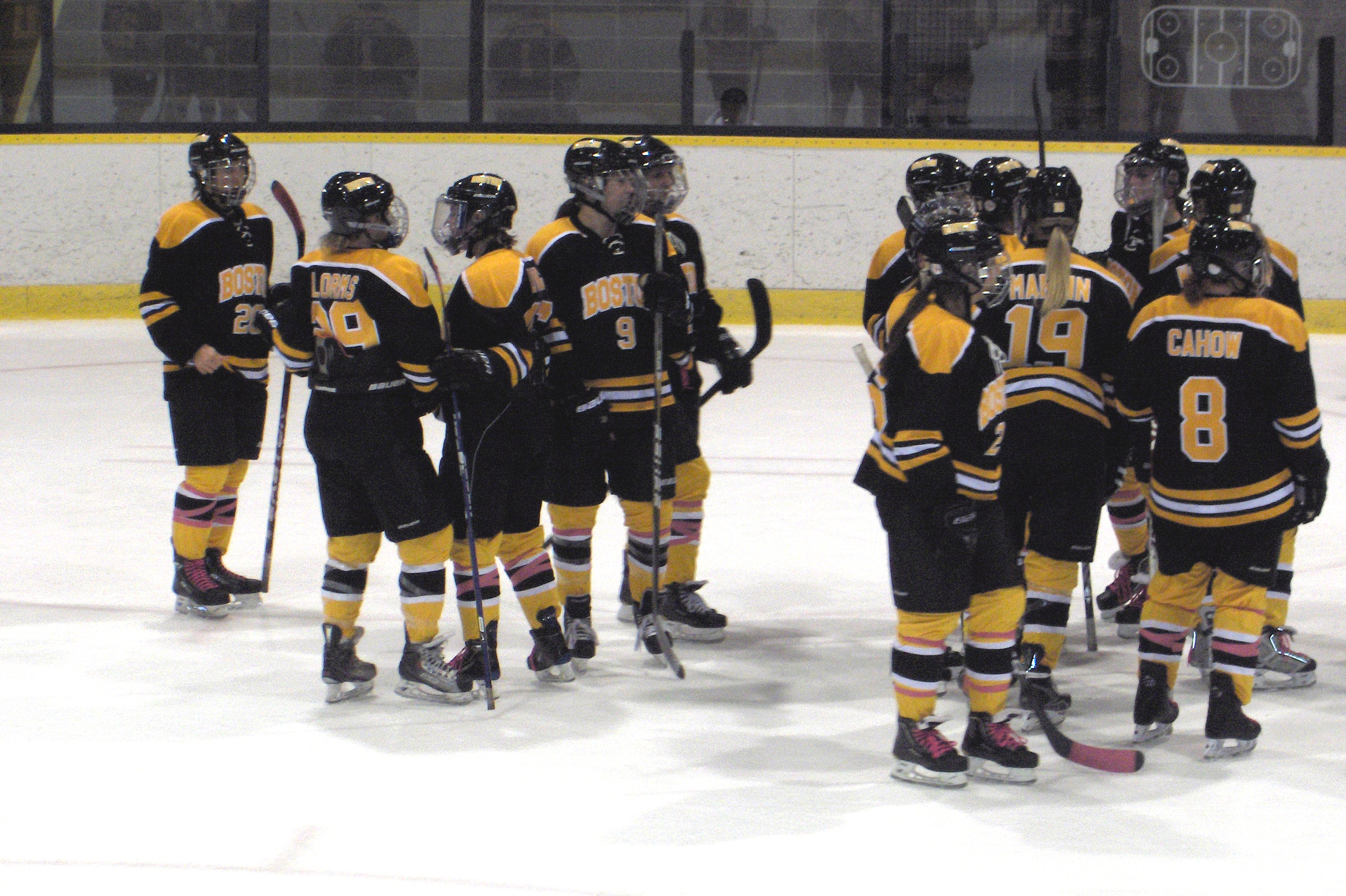
Les Blades de Boston possèdent 9 joueuses de l'Équipe des États-Unis de hockey sur glace féminin lors de la saison 2011-2012.

| Année | Joueuse          | Choix        | Équipe junior                      |
| ----- | ---------------- | ------------ | ---------------------------------- |
| 2010  | Pas de repêchage |              |                                    |
| 2011  | Molly Schaus     | 2e au total  | Eagles de Boston College (NCAA)    |
| 2012  | Hilary Knight    | 4e au total  | Badgers du Wisconsin (NCAA)        |
| 2013  | Blake Bolden     | 5e au total  | Eagles de Boston College (NCAA)    |
| 2014  | Jenny Potter     | 4e au total  | Équipe nationale des États-Unis    |
| 2015  | Kristina Brown   | 5e au total  | Eagles de Boston College (NCAA)    |
| 2016  | Kayla Tutino     | 1re au total | Terriers de Boston (NCAA)          |
| 2017  | Courtney Turner  | 1re au total | Dutchwomen du Union College (NCAA) |
| 2018  | Lauren Williams  | 1re au total | Badgers du Wisconsin (NCAA)        |

### Dirigeants

#### Entraineurs-chefs
- 2010-2012 : Erin Whitten-Hamlen
- 2012 : Lauren McAuliffe `
- 2012-2015 : Digit Murphy
- 2015-2017: Brian McCloskey[13]
- 2017 : Casey Brugman[14]
- 2018 : Kacy Ambroz [15]
- 2018-En cours : Paul Kennedy[16]

#### Directeurs généraux
| N° | Nom              | Engagement   | Départ         | Remarques                                                                                              |
| -- | ---------------- | ------------ | -------------- | --- |
| 1  | Paul Hendrickson | 2010         | 2012           | |
| 2  | Digit Murphy     | 2012         | 2013           | Occupe les deux postes d'entraineur et directeur sur cette période Remporte la première coupe Clarkson |
| 3  | Aronda Kirby     | 2013         | 2015           | Remporte la deuxième Coupe Clarkson                                                                    |
| 4  | Krista Patronick | 2015         | 5 juillet 2017 | |
| 5  | Jessica Martino  | 19 août 2017 | 2 août 2018    | |
| 6  | Derek Alfama     | 2 août 2018  | En cours       | |